# One for You, One for Me
One for You, One for Me è un brano musicale di genere disco inciso tra il 1977 e il 1978 dai La Bionda e facente parte dell'album eponimo del duo (pubblicato anche con il titolo One for You, One for Me). Autori del brano Michelangelo La Bionda, Carmelo La Bionda e Richard W. Palmer-James.
Il singolo, uscito su etichetta discografica Baby Records, raggiunse il primo posto delle classifiche in Belgio, il secondo in Germania e il terzo in Svizzera e rappresenta il maggior successo discografico del duo.
Il brano fu inserito anche come Lato B del singolo There for Me.

## Testo
Il testo parla d'amore: il protagonista prega la propria donna di non andarsene.

## Tracce
45 giri:
1. One for You, One for Me – 3:04 (Michelangelo La Bionda - Carmelo La Bionda - Richard W. Palmer-James)
2. There for Me – 3:22 (Richard W. Palmer-James - Carmelo La Bionda - Karel "Charly" Řičánek - Michelangelo La Bionda)

## Classifiche
| Classifica  | Posizione massima | Nr. di settimane |
| ----------- | ----------------- | ---------------- |
| Austria     | 5                 | 20               |
| Belgio      | 1                 | 12               |
| Germania    | 2                 | 24               |
| Italia      | 9                 |                  |
| Paesi Bassi | 7                 | 11               |
| Svezia      | 11                | 4                |

## Cover
Tra gli artisti che hanno inciso una cover del brano, figurano (in ordine alfabetico):
- Jonathan King[1]
- Mario Renzi (versione strumentale contenuta nell'album Un violino in discoteca del 1979[7]
- Mark Spiro[1]